# Carrega Ligure
Pour les articles homonymes, voir Carrega.
Carrega Ligure est une commune italienne de la province d'Alexandrie, dans la région Piémont.

## Administration
| Période                                  | Période  | Identité      | Étiquette    | Qualité |
| ---------------------------------------- | -------- | ------------- | ------------ | ------- |
| 5 avril 2005                             | En cours | Guido Gozzano | Lista Civica |         |
| Les données manquantes sont à compléter. |          |               |              |         |

### Hameaux
Connio, Fontanachiusa, Magioncalda, Cartasegna, Daglio, Vegni, Agneto, Berga, Campassi, Capanne di Carrega.

### Communes limitrophes
Cabella Ligure, Fascia, Gorreto, Mongiardino Ligure, Ottone, Propata, Valbrevenna, Vobbia.